# Да Силва Соуза, Вандерсон
Ва́ндерсон да Си́лва Со́уза (порт.-браз. Vanderson da Silva Souza; 24 августа 1986, Лондрина, Парана), более известный как Ванди́ньо (порт.-браз. Vandinho) — бразильский футболист, нападающий.

## Карьера
Воспитанник футбольной академии города Лондрина. На протяжении долгого времени Вандиньо выступал за множество бразильских клубов, среди которых есть именитые «Сан-Паулу», «Фламенго» и «Парана».
В 2008 года за 1,5 млн евро был приобретён клубом «Деспортиво Бразил», и с тех пор принадлежит этой команде. Однако в её составе Вандиньо не сыграл ни одного матча, переходя из одного клуба в другой на правах аренды. Весной 2011 года впервые покинул Бразилию и подписал контракт с владикавказской «Аланией». Однако уже летом покинул клуб и перешёл в катарский клуб «Аль-Араби», подписав контракт на 3 месяца. Не сумев закрепиться в основном составе, в январе 2012 года вернулся на родину, в клуб «Португеза Деспортос».

## Достижения
Парана:
- Чемпион Лиги Паранаэнсе: 2006

 Спорт-Ресифи:
- Чемпион Лиги Пермамбукано: 2009

 Аваи:
- Чемпион Лиги Катаринезе: 2010

 Алания:
- Финалист Кубка России: 2010/11